# Anastrophyllum
Anastrophyllum es un género de musgos hepáticas perteneciente a la familia Anastrophyllaceae. Comprende 103 especies descritas y de estas, solo 38 aceptadas:

## Taxonomía
El género fue descrito por (Spruce) Stephani y publicado en Annales Botanici Fennici 16(3): 223. 1979. La especie tipo es: Anastrophyllum donnianum (Hook.) Stephani		

## Especies aceptadas
A continuación se brinda un listado de las especies del género Anastrophyllum aceptadas hasta junio de 2014, ordenadas alfabéticamente. Para cada una se indica el nombre binomial seguido del autor, abreviado según las convenciones y usos.
- Anastrophyllum acuminatum (Horik.) N. Kitag.
- Anastrophyllum adulterinum (Gottsche) Stephani
- Anastrophyllum ancamptum (Taylor) Stephani
- Anastrophyllum assimile (Hook.) Stephani
- Anastrophyllum auritum (Lehm.) Stephani
- Anastrophyllum bidens (Reinw., Blume & Nees) Stephani
- Anastrophyllum calocystum (Spruce) Stephani
- Anastrophyllum conforme (Lindenb. & Gottsche) Stephani
- Anastrophyllum coriaceum (Austin) Stephani
- Anastrophyllum crebrifolium (Taylor & Hook. f.) Stephani
- Anastrophyllum decurvifolium (Sull.) Stephani
- Anastrophyllum donnianum (Hook.) Stephani
- Anastrophyllum erectifolium (Stephani) Stephani
- Anastrophyllum esenbeckii (Mont.) Stephani
- Anastrophyllum hamatum (Gottsche & Hampe) Stephani
- Anastrophyllum hellerianum (Nees ex Lindenb.) R.M. Schust.
- Anastrophyllum imbricatum (Wilson ex Gottsche, Lindenb. & Nees) Stephani
- Anastrophyllum incumbens (Lehm. & Lindenb.) Stephani
- Anastrophyllum intricatum (Lindenb. & Gottsche) R.M. Schust.
- Anastrophyllum involutifolium (Mont. ex Gottsche, Lindenb. & Nees) Stephani
- Anastrophyllum lechleri (Gottsche & Hampe) Stephani
- Anastrophyllum leucocephalum (Taylor ex Lehm.) Stephani
- Anastrophyllum leucostomum (Taylor) Stephani
- Anastrophyllum macrophyllum (Ångström) Stephani
- Anastrophyllum michauxii (F. Weber) H. Buch ex A. Evans
- Anastrophyllum monodon (Taylor ex Lehm.) Stephani
- Anastrophyllum myriocarpum (Carrington) R.M. Schust. ex Váňa
- Anastrophyllum nardioides (Lindb.) Kaal.
- Anastrophyllum nigrescens (Mitt.) Stephani
- Anastrophyllum obtusatum (Hook. & Taylor) Stephani
- Anastrophyllum piligerum (Reinw., Blume & Nees) Stephani
- Anastrophyllum recurvifolium (Nees) Stephani
- Anastrophyllum reichardtii (Gottsche ex Jur.) Stephani
- Anastrophyllum saxicola (Schrad.) R.M. Schust.
- Anastrophyllum schismoides (Mont.) Stephani
- Anastrophyllum striolatum (Horik.) N. Kitag.
- Anastrophyllum subcomplicatum (Lehm. & Lindenb.) Stephani
- Anastrophyllum tubulosum (Nees) Grolle